# Древесницы (род)
Древесницы (лат. Dryophytes) — род бесхвостых земноводных из семейства квакш. Род впервые был описан Фитцингером в 1843 году. В 1882 году Буленджер свёл его в синонимы рода Hyla. Некоторыми авторами он рассматривался как подрод рода Hyla. Окончательно был восстановлен как самостоятельный род в 2016 году. Различия между Dryophytes и Hyla только географические, а не морфологические. Представители рода квакш обитают в Старом Свете, тогда как древесницы, за редкими исключениями, распространены в Новом Свете.

## Описание
Окрас обычно зелёного или серого цвета. Населяют водно-болотные угодья по всему их ареалу, а также леса в зоне умеренного климата как на земле, так и на деревьях.

## Распространение
Встречаются в основном в Северной Америке, но род также включает в себя три вида, найденных в Восточной Азии.

## Классификация
На январь 2023 года в род включают 20 видов:
- Dryophytes andersonii (Baird, 1854) — Квакша Андерсона, или сосновая квакша
- Dryophytes arboricola (Taylor, 1941)
- Dryophytes arenicolor (Cope, 1866) — Каньонная квакша
- Dryophytes avivoca (Viosca, 1928) — Птицеголосая квакша
- Dryophytes bocourti (Mocquard, 1899)
- Dryophytes chrysoscelis (Cope, 1880) — Серая квакша
- Dryophytes cinereus (Schneider, 1799)Пастушья квакша
- Dryophytes euphorbiaceus (Gunther, 1858) — Молочайная квакша
- Dryophytes eximius (Baird, 1854) — Сонорская квакша
- Dryophytes femoralis (Daudin, 1800) — Квакша-верхолаз
- Dryophytes flaviventris Borzee and Min, 2020
- Dryophytes gratiosus (LeConte, 1856) — Лающая квакша
- Dryophytes immaculatus (Boettger, 1888)
- Dryophytes japonicus (Gunther, 1859) — Дальневосточная квакша, или восточносибирская квакша
- Dryophytes plicatus (Brocchi, 1877) — Широкоголовая квакша
- Dryophytes squirellus (Daudin, 1800) — Беличья квакша
- Dryophytes suweonensis (Kuramoto, 1980) — Южнокорейская квакша
- Dryophytes versicolor (LeConte, 1825) — Изменчивая квакша
- Dryophytes walkeri (Stuart, 1954) — Пистолетная квакша
- Dryophytes wrightorum (Taylor, 1939)

## Галерея

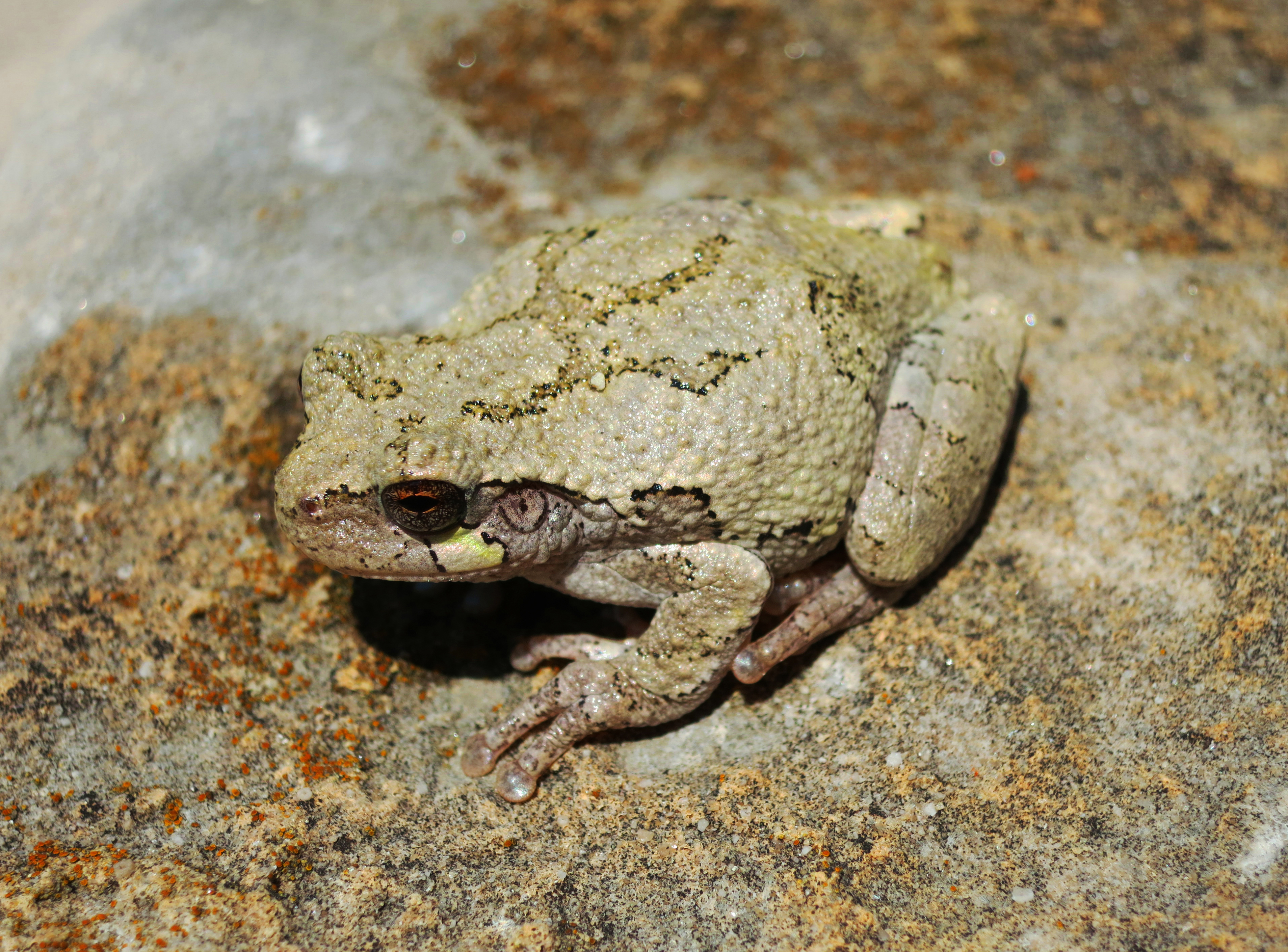
Изменчивая квакша
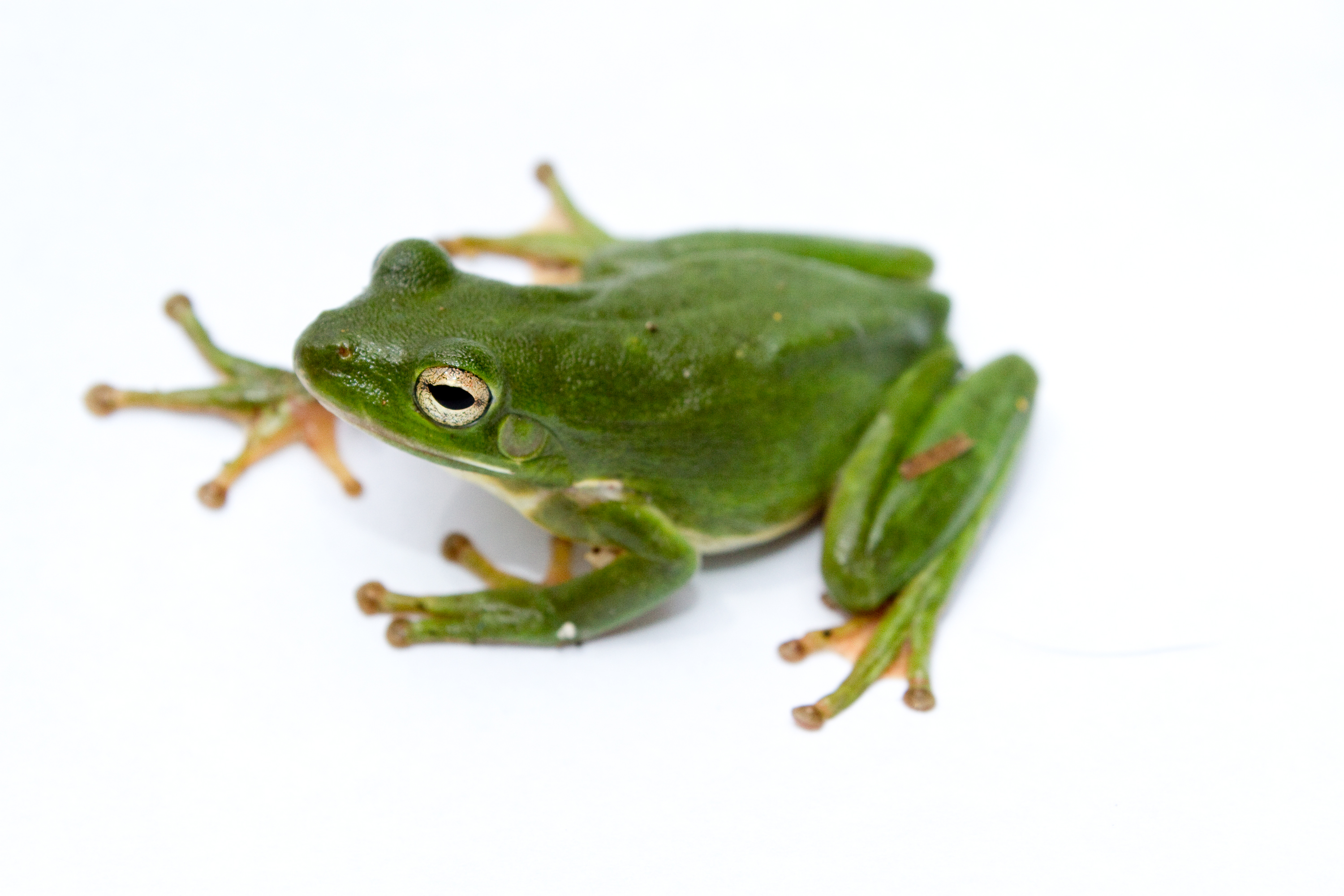
Пастушья квакша
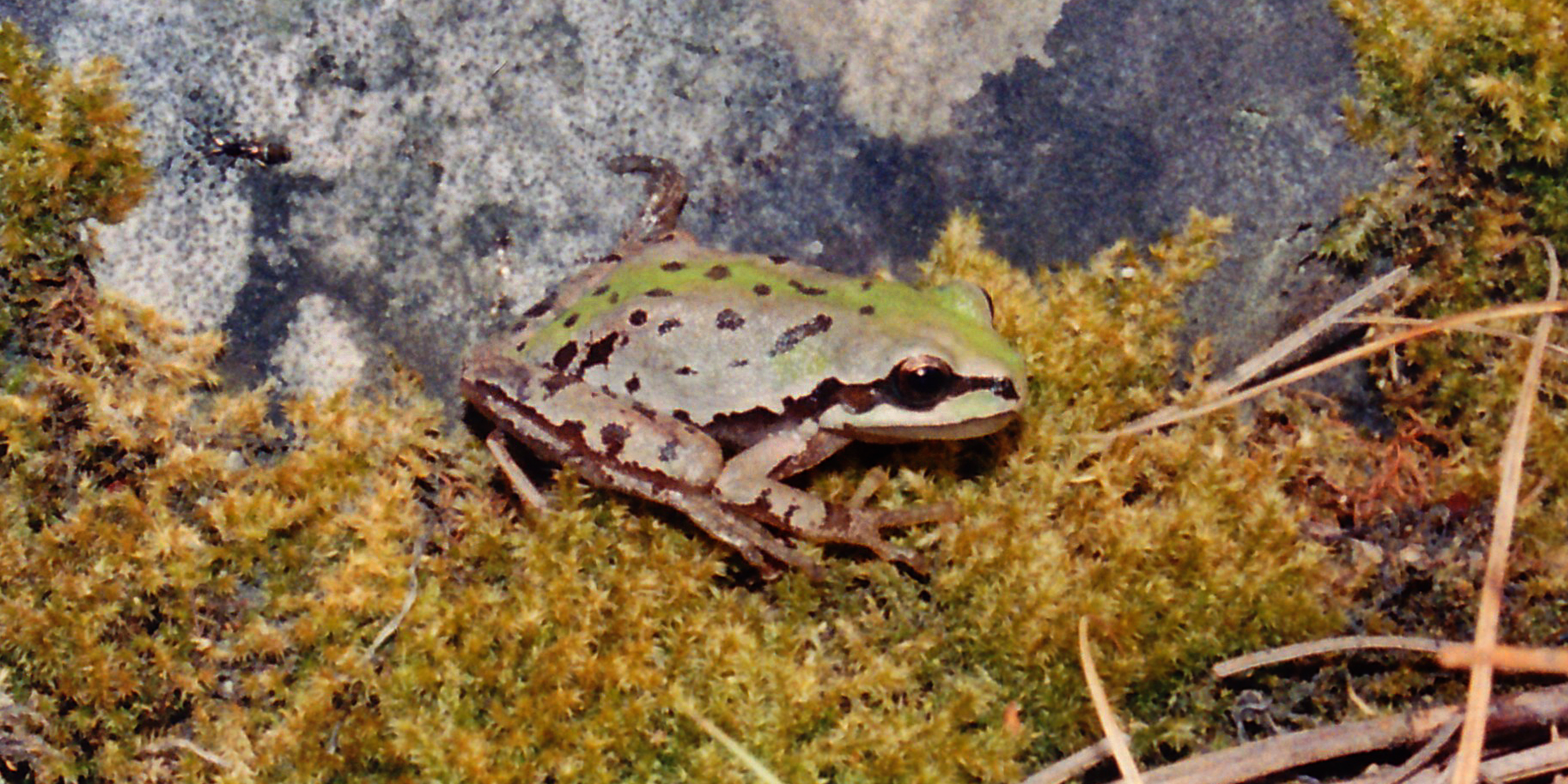
Сонорская квакша